# Henti
Henti va ser una reina hitita (tawananna), casada amb Subiluliuma I i mare (almenys) de Telepinus I de Khalap.
Va prendre el títol de «Gran reina» a la mort de Daduhepa, la mare de Subiluliuma. Es conserva un decret que anomena al fill de Subiluliuma, Telepinus, sacerdot a Kizzuwatna, on apareix Henti amb el títol de «Tawananna». Sembla que el va conservar poc temps, perquè al cap de pocs anys de què el seu marit pugés al tron, desapareix de la història, ja que Subiluliuma, per raons d'estratègia política, es va casar amb Mal-Nikal, filla del rei de Babilònia Burnaburiaix II, amb el que va establir un tractat d'aliança.